# Bergarchiv Freiberg

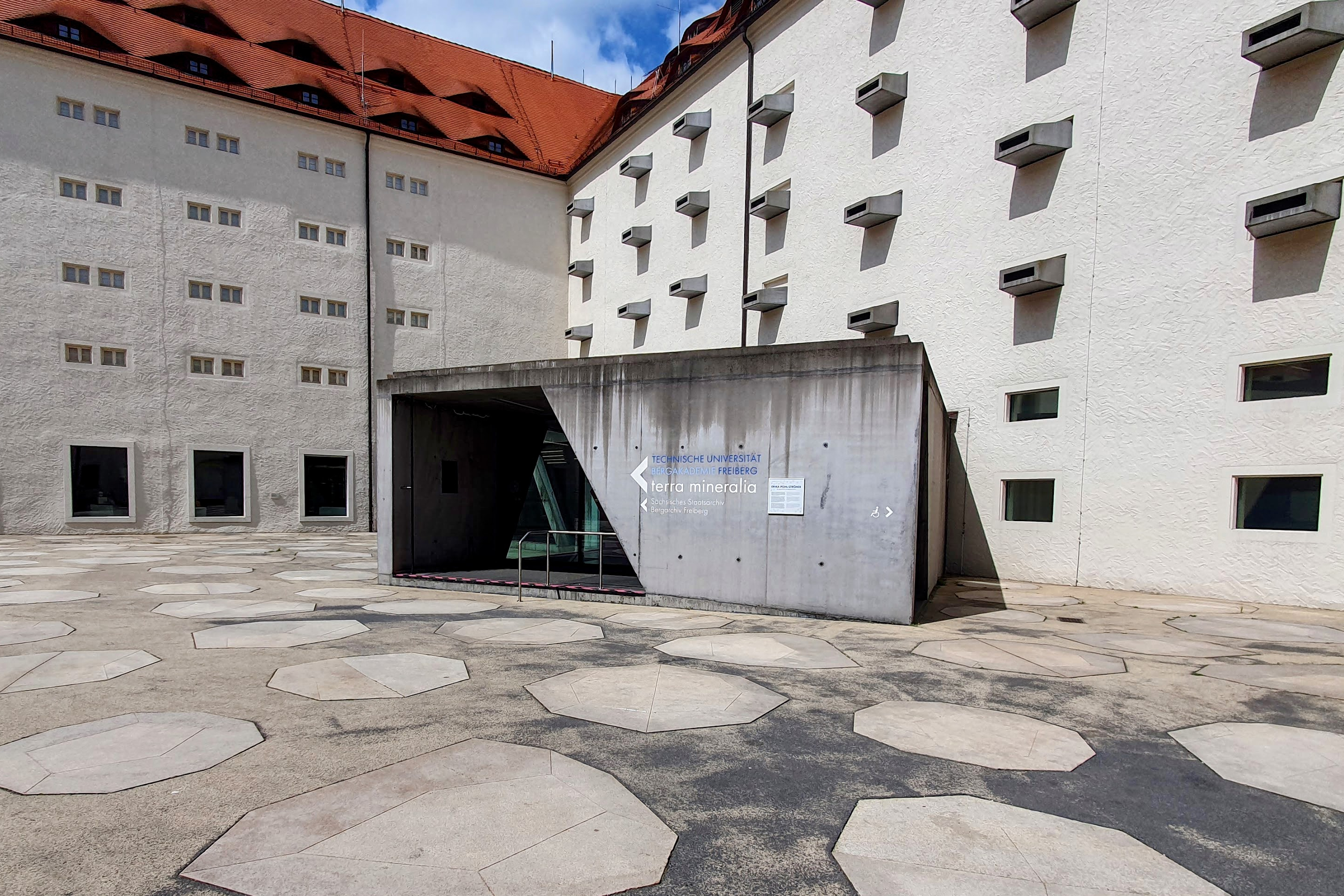
Eingang im Schloss Freudenstein

Das Bergarchiv Freiberg ist seit 2005 eine Abteilung des Sächsischen Staatsarchivs.

## Zuständigkeiten
Das Bergarchiv Freiberg verwahrt im Freiberger Schloss Freudenstein ca. 4500 laufende Meter Schriftgut, darunter etwa 65.000 Karten, Pläne und Risse. Die Grundlage der Tätigkeit bildet das Archivgesetz des Freistaates Sachsen. Es ist zuständig für die Archivierung von Unterlagen der Behörden des Berg- und Hüttenwesens und ihrer Rechts- und Funktionsvorgänger sowie der Montanunternehmen bis 1990 auf dem Gebiet des Freistaates Sachsen.

## Geschichte
Ein Bergarchiv ist seit 1679 nachweisbar. Anfangs war es das Archiv des Oberbergamtes. Nach dem Zweiten Weltkrieg war es verschiedenen Behörden angegliedert. Nach 1967 war es als Außenstelle dem Staatsarchiv Dresden unterstellt. Zum 1. Januar 2005 wurde das Bergarchiv Freiberg mit den Staatsarchiven in Chemnitz, Dresden und Leipzig zum Sächsischen Staatsarchiv zusammengefasst. Bis zum Umzug in das neu restaurierte Schloss Freudenstein im Mai 2008 war das Archiv an zwei getrennten Standorten am Fuchsmühlenweg und in der Kirchgasse untergebracht.
Das Bergarchiv ist heute die Abteilung 5 des Sächsischen Staatsarchivs.

## Bisherige Leiter
Erster Leiter der Außenstelle war ab 1967 der Bibliothekar Herbert Luksch. Ihm folgte 1971 Peter Langhof und 1987 Guntram Martin, der 1994 die Leitung des Hauptstaatsarchivs Dresden übernahm. Ihm folgte Herbert Kaden, im Jahr 2000 Raymond Plache (der danach die Leitung des Staatsarchivs Chemnitz übernahm), und seit 2007 Peter Hoheisel.